# A veces tú
«A veces tú» es el primer sencillo del primer álbum de la cantante y compositora chilena Denisse Malebrán, Maleza. Este sencillo fue producido por Daniel Guerrero y publicado el 17 de julio del año 2007. El videoclip fue dirigido por el cineasta chileno Jorge Olguín y producido por Mariana Bruce.
- Datos: Q5654532